# Vista Federal Credit Union
Vista Federal Credit Union était un organisme financier de type coopérative de crédit pour les employés de la Walt Disney Company. 
Il a été créé le 26 avril 1960. au sein des Walt Disney Studios de Burbank pour les animateurs et autres employés de la société Disney. En 1971 lors de l'ouverture de Walt Disney World Resort les employés décidèrent d'être rattaché à cette coopérative. À la suite de cette expansion en Floride, Vista a dû ouvrir des agences dans 50 États des États-Unis afin de continuer à gérer les anciens employés de Disney. En 2005, il comptait plus de 66 000 "membres".
Le 5 novembre 2007, Vista Federal Credit Union a fusionné avec Partners Federal Credit Union, l'équivalent pour les employés des parcs à thèmes créé en 1968.